# Ліньчжоу
Ліньчжоу (кит. спр. 林州市, піньїнь: Línzhōu Shì) — місто-повіт в центральнокитайській провінції Хенань, складова міста Аньян.

## Географія
Ліньчжоу лежить на заході префектури на східних схилах пасма Тайханшань.

### Клімат
Місто знаходиться у зоні, котра характеризується вологим континентальним кліматом зі спекотним літом. Найтепліший місяць — липень із середньою температурою 26,1 °C. Найхолодніший місяць — січень, із середньою температурою -2,1 °С.
| Клімат Ліньчжоу         | Клімат Ліньчжоу | Клімат Ліньчжоу | Клімат Ліньчжоу | Клімат Ліньчжоу | Клімат Ліньчжоу | Клімат Ліньчжоу | Клімат Ліньчжоу | Клімат Ліньчжоу | Клімат Ліньчжоу | Клімат Ліньчжоу | Клімат Ліньчжоу | Клімат Ліньчжоу | Клімат Ліньчжоу |
| Показник                | Січ.            | Лют.            | Бер.            | Квіт.           | Трав.           | Черв.           | Лип.            | Серп.           | Вер.            | Жовт.           | Лист.           | Груд.           | Рік             |
| Середній максимум, °C   | 4,7             | 8,3             | 14              | 21,8            | 27,2            | 31,4            | 31,2            | 29,6            | 26,2            | 21,1            | 13,5            | 6,9             | 19,7            |
| Середня температура, °C | −2,1            | 1,6             | 7,3             | 15              | 20,6            | 25,2            | 26,1            | 24,4            | 19,9            | 14,2            | 6,1             | −0,1            | 13,2            |
| Середній мінімум, °C    | −6,9            | −3,5            | 1,4             | 7,8             | 13,6            | 18,9            | 21,4            | 19,9            | 14,6            | 8,6             | 0,8             | −4,8            | 7,7             |
| Норма опадів, мм        | 4.7             | 8.1             | 18.2            | 26.1            | 54.9            | 64              | 175.7           | 174.1           | 72.5            | 31.6            | 14.7            | 4.3             | 648.9           |
| Вологість повітря, %    | 63              | 59              | 58              | 57              | 60              | 59              | 76              | 81              | 76              | 68              | 67              | 65              | 65.8            |
| ----------------------- | --------------- | --------------- | --------------- | --------------- | --------------- | --------------- | --------------- | --------------- | --------------- | --------------- | --------------- | --------------- | --------------- |
| Джерело: data.cma.cn    |                 |                 |                 |                 |                 |                 |                 |                 |                 |                 |                 |                 |                 |